# GionnyScandal
 (novembre 2019).
GionnyScandal, né Gionata Ruggeri le 27 septembre 1991 à Pisticci dans la province de Matera est un rappeur, chanteur de pop punk et compositeur italien.

## Biographie
Gionata Ruggeri naît en 1991 à Pisticci dans la province de Matera (sud de l'Italie). Très jeune il perd ses parents adoptifs dans un accident et est élevé par sa grand-mère maternelle.
Passionné de hip-hop dès l'âge de 10 ans, Gionata se lance, à partir de 2009, dans la composition et l'enregistrement de sa première chanson avec l'aide de son ami Skacko au titre de Senza Cancellare (Sans effacer). En 2010, ses productions font l'objet de 100 000 visionnements et se fait une place dans le rap italien et écrit d'autres morceaux Ci Si Vede Sulle Stelle (On se voit sur les étoiles), Grazie (Merci) ou encore Tu Che Cazzo Ne Sai Di Me ? (Putain que sais-tu de moi ?). Sa musique combine désormais rap et mélodies électroniques.
Le 9 septembre 2011, il sort son premier album intitulé Haters Make Me Famous sous le label du groupe SAIFAM. En 24 heures, l'album arrive dans le top 10 des disques les plus vendus dans le classement général d'iTunes et lui permet de se faire connaitre auprès de rappeurs italiens.
En 2012, son second album Scandaland atteint à la 51e place du classement FIMI. Dans la même année, il sort son troisième album Mai Più Come Te où il collabore avec des rappeurs tels que Clementino, Raige, Maxi B et Rayden. L'album figure parmi les vingt premiers albums de la catégorie hip-hop/rap.
En 2014, il sort son quatrième album Gionata qui se place à la sixième place du classement FIMI.
Le 10 juillet 2015, il sort la chanson Quadrifogli (Trèfle à quatre feuilles) qui précède la sortie de la mixtape Haters Make Me Famous 4 en novembre 2015 suivi en 2016 de son cinquième album Reset sous un nouveau labelcomposé de titres issus de sa propre production et qui se place à la huitième place du classement FIMI.
En 2018, il sort son sixième album Emo se place à la cinquième place du classement FIMI puis le 6 septembre 2019, son septième album Black Mood et sa tournée Black Mood Tour qui débute le 7 novembre 2019,.
Avec le single Salvami, sorti le 10 décembre 2020, il marque un tournant dans sa carrière artistique, abandonnant en partie le hip hop au profit du pop punk.
Le 7 mai 2021 sort l'album Anti, dans lequel on retrouve une collaboration avec Pierre Bouvier, leader du groupe canadien Simple Plan.

## Discographie

### Albums
- 2011 :  Haters Make Me Famous
- 2012 : Scandaland
- 2012 : Mai più come te
- 2014 : Gionata
- 2016 : Reset
- 2018 : Emo
- 2019 : Black Mood

#### Singles
- 2012 : A Voce Bassa
- 2014 : Vorrei
- 2016 : Reset
- 2016 : Buongiorno
- 2016 - Pioggia[10].
- 2017 : Sei Così Bella
- 2017 : Malpensa
- 2018 : Per Sempre (avec Giulia Jean)
- 2018 : Il Posto Più Bello
- 2018 : Disastro
- 2018 : Solo Te E Me (avec Giulia Jean)
- 2019 : Ti Amo Ti Odio
- 2019 : Dove Sei (avec Giulia Jean)
- 2019 : Volevo Te
- 2019 : Black Mood
- 2019 : 6 Chiamate Perse
- 2019 : NMNFUC
- 2020 : Se ci sei tu
- 2020 : Pesca
- 2020 : Buonanotte
- 2020 : SALVAMI
- 2021 : Coca & Whisky[11].
- 2021 – Desirée

#### Collaborations
- 2011 : I Fantastici 4 (avec Ernia et Fobia)
- 2011 : I'm Horny (avec Maïté)
- 2011 : Che Bel Film (avec Il Masta)
- 2011 : Prendi E Te Ne Vai (avec Blema)
- 2011 : Facciamo Una Foto (avec Blema)
- 2012 : Underground/Commerciale (avec Clementino)
- 2012 : Torno Presto (avec Raige)
- 2012 : Scusa Un Cazzo (avec Maxi B)
- 2012 : Ti Sei Mai Chiesto (avec Rayden)
- 2012 : Vivo Lo Stesso (avec Dydo)
- 2012 : Non Dirlo A Tua Mamma (avec Ghali Foh)
- 2012 : Trust No One (avec Diluvio)
- 2012 : E' una Bugia (avec Surfa)
- 2012 : Sono Italiano (avec Masta)
- 2014 : Come Stai (avec Rayden)
- 2018 : Per Sempre (avec Giulia Jean)
- 2018 : Solo Te E Me (avec Giulia Jean)
- 2019 : Dove Sei (avec Giulia Jean)
- 2019 : Goodbye (avec Global Dan)
- 2019 : Faded (avec Callum Amies)
- 2019 : Triste E Famoso (avec Cyrus Yung)